# Aeroportul Municipal Watertown
Aeroportul Municipal Watertown (IATA: RYV, ICAO: KRYV, FAA LID: RYV) este un aeroport din Wisconsin, Statele Unite ale Americii ce deservește zona Watertown⁠(d). A fost numit după zona deservită.
Situat la o altitudine de 254 m, aeroportul dispune de 2 piste.

## Infrastructură

### Piste
Aeroportul dispune de 2 piste. Pista 05/23 are suprafața de asfalt și dimensiunile 4.429 picioare × 75 picioare. Pista 11/29 are suprafața de asfalt și dimensiunile 2.801 picioare × 75 picioare. 